# Hôtel de Miramion
Hôtel de Miramion je městský palác v Paříži. Nachází se na nábřeží Quai de la Tournelle č. 47 v 5. obvodu. Do roku 2012 v něm sídlilo muzeum zdravotnické služby a Inspektorát pařížských nemocnic.

## Historie
V 17. století se rozhodla madame de Miramion (1645–1696) vytvořit v tomto paláci z roku 1675 náboženské společenství, které pečovalo o chudé a o mladé dívky; přijímalo též nalezené a opuštěné děti. Instituce byla závislá na nemocnici Hôtel-Dieu. Její činnost pokračovala do roku 1794, kdy byl palác za Velké francouzské revoluce zabaven pro vojenské účely a jeptišky byly vyhnány. V roce 1812 zde sídlila hlavní lékárna pařížských nemocnic.
V roce 1970 bylo v paláci umístěno muzeum zdravotnické služby. Jeho sbírky zahrnují obrazy, dobové chirurgické nástroje, vybavení lékárny apod. Součástí muzea je i zahrada léčivých rostlin.
V roce 2012 Assistance publique prodala Hôtel de Miramion francouzskému miliardáři Xavieru Nielovi, aby získala finanční prostředky na modernizaci svých nemocnic.